# Planuncus
Genre
Planuncus est un genre de blattes de la famille des Blattellidae (synonyme: Ectobiidae), de la sous-famille des Ectobiinae. Le genre a été récemment érigé dans un effort continu pour créer des groupes d'espèces plus cohérents dans la sous-famille des Ectobiinae. Ce genre est composé d'espèces précédemment classées comme Ectobius et Phyllodromica qui partagent un certain nombre de caractères communs. Les caractères distinctifs sont principalement les organes génitaux mâles et la plaque subgénitale, donc extérieurement les espèces du genre ne sont pas clairement séparées par un dénominateur commun des autres espèces encore des genres Ectobius ou Phyllodromica.

## Systématique
Le genre Planuncus  a été décrit par l'entomologiste Horst Bohn en 2013.

### Taxinomie
Liste des sous-genres et espèces
Sous-genre Planuncus (Planuncus)
- Planuncus (Planuncus) tingitanus (Bolivar, 1914) (ex. Ectobius perspicillaris tingitanus) espèce type pour le genre
- Planuncus (Planuncus) finoti (Chopard, 1943) (ex. Ectobius finoti)
- Planuncus (Planuncus) vinzi (Maurel, 2012) (ex. Ectobius vinzi)

Sous-genre Planuncus (Margundatus)
- Planuncus (Margundatus) baeticus (Bolivar, 1884) (ex. Aphlebia baetica)
- Planuncus (Margundatus) agenjoi (Harz, 1971) (ex. Phyllodromica agenjoi)
- Planuncus (Margundatus) erythrurus (Bohn, 1992) (ex. Phyllodromica erythrura)
- Planuncus (Margundatus) intermedius (Bohn, 1992) (ex. Phyllodromica intermedia)
- Planuncus (Margundatus) krausei (Bohn, 1992) (ex. Phyllodromica krausei)
- Planuncus (Margundatus) maculosus (Bohn, 1992) (ex. Phyllodromica maculosa)
- Planuncus (Margundatus) paludicolus (Bohn, 1992) (ex. Phyllodromica paludicola)
- Planuncus (Margundatus) princisi (Fernandes, 1962) (ex. Phyllodromica princisi)
- Planuncus (Margundatus) striolatus (Bohn, 1992) (ex. Phyllodromica striolata)

Sous-genre Planuncus (Margintorus)
- Planuncus (Margintorus) nicaeensis (Brisout de Barneville, 1852) (ex. Blatta nicaeensis)